# 3ª Sezione SVA
La 3ª Sezione SVA del Servizio Aeronautico del Regio Esercito dal gennaio del 1918 vola con aerei Ansaldo S.V.A..

## Storia
Nel gennaio del 1918 su aerei Ansaldo S.V.A. a Ponte San Pietro nasce la 3ª Sezione SVA al comando del Tenente Ferruccio Marzari. 
Il 18 gennaio il reparto va San Pelagio (Due Carrare) e dal 27 febbraio entra nel II Gruppo (poi 2º Gruppo volo) per la 4ª Armata andando al Campo di aviazione di Isola di Carturo con 3 piloti tra cui il Sottotenente Gino Allegri.
Alla fine di marzo arriva il Ten. Guido Masiero ed il 4 aprile Marzari mitraglia il nemico sul ponte di Vidor.
Il 9 giugno il Ten. Carlomagno Grandinetti ha uno scontro con 4 caccia rivendicando una vittoria su Pez di Cesiomaggiore ed il 15 giugno Allegri costringe un caccia all'atterraggio su Arsiè ed abbatte un ricognitore tra Lentiai e Feltre.
Il 23 giugno il comando passa al Capitano Carlo Favero e dal 12 luglio opera direttamente per il Comando di Aeronautica della 4ª Armata.
Il 28 luglio il comando passa al Cap. Jacopo Degan ed il 23 ottobre la sezione diventa 57ª Squadriglia dopo aver svolto 172 voli di guerra, dei quali 12 bombardamenti e 2214 fotografie.
Il 28 novembre nasce la nuova 3ª Sezione SVA Biposti a Marcon con gli aerei della 58ª Squadriglia, 3 piloti ed un osservatore.
Poi il reparto va ad Isola di Carturo per la 4ª Armata al comando del Ten. Carlo Ponzoni che dispone di altri 7 piloti e 2 osservatori.
Il 20 novembre l'unità va a Ganfardine (oggi Aeroporto di Verona-Villafranca) ed il 17 dicembre a Cascina Farello di Aquileia con gli SVA 4 e SVA 10.
Nel marzo 1919 si sposta a Zaule di Muggia nel I Gruppo ed al 20 aprile 1919 disponeva di 3 SVA.
In maggio va all'Aeroporto di Zara-Zemonico in Dalmazia con 5 SVA al comando del Ten. Tersilio Marzone che dispone di altri 3 piloti e 2 osservatori per controllare l'armistizio con la Jugoslavia.
In giugno il comando passa al Cap. Amerigo Fontana.